# Гусейнов, Рафик Радик оглы
Рафик Радик оглы Гусейнов (азерб. Rafiq Radik oğlu Hüseynov, 16 мая 1988, Ташкент, Узбекская ССР, СССР) — азербайджанский борец греко-римского стиля, член национальной сборной Азербайджана, двукратный чемпион мира (2021 и 2023), трёхкратный чемпион Европы (2011, 2020 и 2022 годов), победитель Кубка мира 2015 года, серебряный призёр Европейских игр 2015 года в Баку и чемпионата мира 2019 года, бронзовый призёр летних Олимпийских игр 2020 года в Токио и чемпионата Европы 2018 года, чемпион Европы среди юниоров 2008 года, член Комиссии атлетов Национального олимпийского комитета

## Биография
Рафик Гусейнов родился 16 мая 1988 года в столице Узбекской ССР Ташкенте. В возрасте 1 года семья Рафика переезжает в Баку.
С 1995 по 2004 года обучается в Экологическом лицее «Араз» № 291, где его мать преподает английский. С 1996 года представляет спортивное общество МИД Азербайджана (бывшее «Динамо»). Тренером Рафика Гусейнова является его отец, заслуженный тренер Азербайджана Радик Гусейнов.
В 2005—2006 годах продолжил обучение в Республиканском олимпийском спортивном лицее в Баку. В 2006 году поступает на факультет Международных экономических отношений Азербайджанского государственного экономического университета, которую оканчивает в 2010 году по специальности «Организация таможенного дела и таможенная экспертиза».

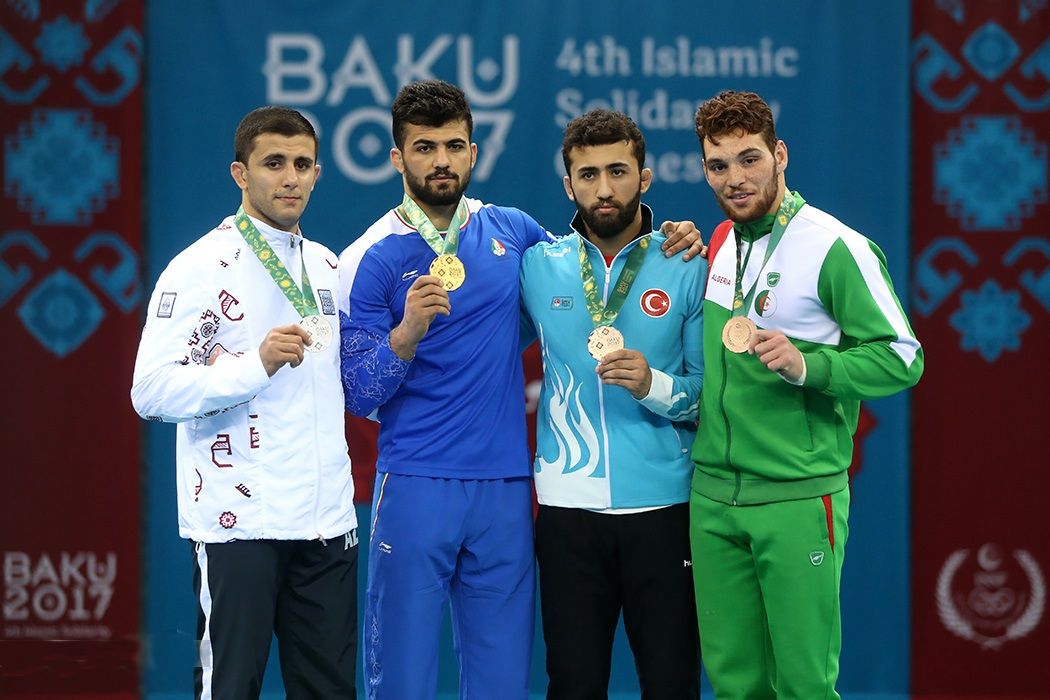
Рафик Гусейнов (крайний слева) на церемонии награждения Игр исламской солидарности 2017 года в Баку

В 2010—2011 годах проходил воинскую службу в рядах Вооружённых сил Азербайджана. В 2011 году становится чемпионом Европы . С 2009 года — мастер спорта, с 2015 года Заслуженный мастер спорта.
В 2017 году на домашних Играх исламской солидарности в Баку Гусейнов в весовой категории до 80 кг становится серебряным призёром, уступив в финале спортсмену из Ирана Юсефу Гадериану.
На предолимпийском чемпионате мира 2019 года, который проходил в столице Казахстана, в весовой категории до 82 кг завоевал серебряную медаль уступив в финале борцу из Грузии Лаше Гобадзе.
В феврале 2020 года на чемпионате континента в итальянской столице, в весовой категории до 82 кг Рафик в схватке за чемпионский титул победил спортсмена из Болгарии Даниэля Александрова и завоевал золотую медаль европейского первенства, став двукратным чемпионом Европы.
В марте 2020 года Гусейнов набрал хорошую форму, но затем наступил COVID и ему пришлось подождать. Гусейнов пытался поднять свой вес до 87 кг, но так как в сборной страны к тому времени были сильные борцы в этой категории, то Гусейнов решил сбросить свой вес до 77 кг.
8 мая 2021 года на лицензионном турнире к Олимпиаде-2020 в Софии Рафик Гусейнов в весовой категории до 77 кг, одолев в полуфинале чемпиона мира 2017 года Виктора Немеша из Сербии, вышел в финал, благодаря чему завоевал олимпийскую лицензию. Для этого турнира Гусейнов сбросил свой вес на 12 кг, таким образом вернувшись в весовую категорию до 77 к после семи лет перерыва.
В августе 2021 года Рафик Гусейнов дебютировал на Олимпийских играх в Токио. В категории до 77 кг Гусейнов в первой схватке победил Алекса Кессидиса из Швеции со счётом 1:1 благодаря тому, что последним сделал приём. В четвертьфинале он уступил Акжолу Махмудову из Кыргызстана со счётом 1:9. Выход Махмудова в финал дал Гусейнову шанс бороться в утешительных схватках за бронзу. В первой утешительной схватке Гусейнов со счётом 11:1 одолел Ламджеда Маафи из Туниса. В решающей же схватке Рафик Гусейнов победил Карапета Чаляна из Армении и завоевал бронзовую медаль. Свою победу Гусейнов назвал победой своего отца, его личного тренера Радика Гусейнова. По словам атлета, ему не удалось хорошо выступить, а после поединка с Махмудовым он так и не смог восстановиться.
В мае 2024 года на Мировом квалификационном турнире в Стамбуле сменившему свой вес Рафику Гусейнову удалось выиграть полуфинальную схватку и добыть лицензию на Олимпийские игры 2024 года.
В мае 2025 года вошёл в состав Комиссии атлетов НОК Азербайджана.

## Семья
Отец и личный тренер Рафика — Радик Гусейнов является заслуженным тренером Азербайджана, полковником полиции. Мать Гульнара преподает английский в Экологическом лицее «Араз» № 291. Младшие братья-близнецы Рафика — Адиль и Руфат, также являются профессиональными борцами и входят в сборную страны.
Рафик Гусейнов женат, имеет двоих сыновей.

## Достижения

### Чемпионаты мира
| Соревнования                                | Сборная     | Весовая категория | Место  |
| ------------------------------------------- | ----------- | ----------------- | ------ |
| Чемпионат мира по борьбе среди юниоров 2007 | Азербайджан | 66 кг             | Бронза |
| Чемпионат мира по борьбе среди юниоров 2008 | Азербайджан | 66 кг             | Бронза |
| Чемпионат мира по борьбе 2009               | Азербайджан | 74 кг             | 5      |
| Чемпионат мира по борьбе 2010               | Азербайджан | 74 кг             | 5      |

### Чемпионаты Европы
| Соревнования                                  | Сборная     | Весовая категория | Место   |
| --------------------------------------------- | ----------- | ----------------- | ------- |
| Чемпионат Европы по борьбе среди кадетов 2004 | Азербайджан | 58 кг             | Бронза  |
| Чемпионат Европы по борьбе среди кадетов 2005 | Азербайджан | 63 кг             | Серебро |
| Чемпионат Европы по борьбе среди юниоров 2007 | Азербайджан | 66 кг             | Серебро |
| Чемпионат Европы по борьбе среди юниоров 2008 | Азербайджан | 74 кг             | Золото  |
| Чемпионат Европы по борьбе 2011               | Азербайджан | 74 кг             | Золото  |
| Чемпионат Европы по борьбе 2018               | Азербайджан | 82 кг             | Бронза  |

### Кубки мира
| Соревнования              | Сборная     | Весовая категория | Место   |
| ------------------------- | ----------- | ----------------- | ------- |
| Кубок мира по борьбе 2009 | Азербайджан | 74 кг             | Серебро |
| Кубок мира по борьбе 2011 | Азербайджан | 74 кг             | 4       |
| Кубок мира по борьбе 2012 | Азербайджан | 74 кг             | Серебро |
| Кубок мира по борьбе 2013 | Азербайджан | 84 кг             | Бронза  |
| Кубок мира по борьбе 2015 | Азербайджан | 80 кг             | Золото  |

### Европейские игры
| Соревнования          | Сборная     | Весовая категория | Место   |
| --------------------- | ----------- | ----------------- | ------- |
| Европейские игры 2015 | Азербайджан | 80 кг             | Серебро |

### Другие соревнования
| Соревнования                               | Сборная     | Весовая категория | Место   |
| ------------------------------------------ | ----------- | ----------------- | ------- |
| Турнир Кристо Лютте 2009                   | Азербайджан | 74 кг             | Золото  |
| Золотой Гран-при по борьбе 2009            | Азербайджан | 74 кг             | Золото  |
| Международный турнир имени Вехби Эмре 2010 | Азербайджан | 74 кг             | Серебро |
| Международный турнир имени Вехби Эмре 2011 | Азербайджан | 74 кг             | Золото  |
| Золотой Гран-при по борьбе 2011            | Азербайджан | 74 кг             | 5       |
| Международный турнир Огни Москвы 2011      | Азербайджан | 74 кг             | Серебро |
| Золотой Гран-при по борьбе 2012            | Азербайджан | 84 кг             | Бронза  |
| Международный турнир Огни Москвы 2012      | Азербайджан | 84 кг             | Серебро |
| Международный турнир Огни Москвы 2013      | Азербайджан | 84 кг             | 5       |
| Золотой Гран-при по борьбе 2013            | Азербайджан | 74 кг             | Золото  |
| Золотой Гран-при по борьбе 2014            | Азербайджан | 80 кг             | Бронза  |
| Золотой Гран-при по борьбе 2014            | Азербайджан | 75 кг             | Золото  |
| Международный турнир Огни Москвы 2014      | Азербайджан | 80 кг             | Бронза  |

## Награды и звания
- Орден «За службу Отечеству» III степени (12 августа 2021 года) — за высокие достижения на XXXII Летних Олимпийских играх в Токио и заслуги в развитии азербайджанского спорта[14].
- Медаль «Прогресс» (29 июня 2015 года) — за высокие достижения на I Европейских играх и большие заслуги в развитии спорта в Азербайджане[15].